# Batalla de Mosul (1107)
La batalla de Mosul de 1107 fue un combate que permitió al sultán de Rum Kilich Arslan I apoderarse de la ciudad homónima.